# Brachedra temnochilus
Brachedra temnochilus là một loài tò vò trong họ Ichneumonidae.